# Tõnija
Tõnija – wieś w Estonii, w prowincji Sarema, w gminie Valjala.